# Scott Frost (travhäst)
Scott Frost, född 1952 i USA, är en amerikansk varmblodig travhäst som tävlade mellan 1954 och 1956. Han tränades och kördes under hela tävlingskarriären av Joe O'Brien. Scott Frost blev den första häst som tog titeln Triple Crown of Harness Racing for Trotters, då han segrat i Hambletonian Stakes, Kentucky Futurity och Yonkers Trot, 1955.

## Karriär
Scott Frost tävlade mellan 1954 och 1956 och sprang in 310 685 dollar efter att ha tagit 51 segrar på 71 starter. Han tog karriärens största segrar i Hambletonian Stakes (1955), Kentucky Futurity (1955) och Yonkers Trot (1955).
Scott Frost var efter Hoot Mon och undan Nora, undanefter Spencer, och föddes upp på Tanglewood Park i Clemmons i Forsyth County i North Carolina. William N. Reynolds ägde modern Nora, men då Reynolds avled 1951 såldes hon till Roy Amos, ägare av Frost Hill Farm i Edinburgh i Indiana, där Scott Frost föddes. Scott Frost såldes 1953 på Tattersalls Yearling Sale till S. A. Camp Farms i Shafter i Kalifornien för 8 200 dollar. Han sattes tidigt i träning hos Joe O'Brien, som körde och tränade honom under hela karriären. Han utsågs till Two-Year-Old Trotter of the Year efter debutsäsongen 1954, och blev sedan den första hästen att utses till American Harness Horse of the Year två år i rad (1955, 1956). 

### Som avelshingst
Efter att tävlingskarriären avslutats 1956 var han aktiv som avelshingst, utan några större framgångar. Under hela karriären tog han 51 segrar, 10 andraplatser och 4 tredjeplatser på 71 starter. Han avled vid 31 års ålder 1983, och valdes postumt in i Harness Racing Museum & Hall of Fame året efter.